# Soul (colonna sonora)
Soul: Original Motion Picture Soundtrack è la colonna sonora del film Soul del 2020 prodotto dalla Disney e dalla Pixar. La colonna sonora è una raccolta di tutti i 23 brani musicali composti da Trent Reznor e Atticus Ross dall'album in vinile Soul: Original Motion Picture Score e delle 13 canzoni originali di Jon Batiste dall'album in vinile Music from e Inspired by Soul. Tutti e tre gli album sono stati pubblicati tramite Walt Disney Records il 18 dicembre 2020.
Reznor e Ross hanno composto una colonna sonora strumentale new age per le scene che si svolgono nell'"Ante Mondo" e per i segmenti metafisici del film, mentre Batiste ha composto una serie di canzoni jazz per le sequenze del film ambientate a New York. La colonna sonora ha ricevuto il plauso della critica come parte integrante del film e ha anche vinto il Los Angeles Film Critics Association Award alla migliore colonna sonora e il Chicago Film Critics Association Award per la miglior colonna sonora originale.

## Scrittura e registrazione
Durante il D23 Expo del 2019, è stato annunciato che Trent Reznor e Atticus Ross stavano componendo la colonna sonora del film, mentre Jon Batiste era pronto a scrivere canzoni jazz per il film. Soul è il primo film Pixar diretto da Docter dai tempi di Monsters & Co. (2001) a non avere delle tracce sonore di Michael Giacchino. Batiste ha composto musica jazz per le sequenze del film a New York, mentre Reznor e Ross hanno scritto una colonna sonora strumentale per le scene che si svolgono nell'"Ante Mondo". Batiste ha detto che voleva creare musica jazz che fosse "autentica", ma anche "accessibile a tutte le età". Voleva anche che i temi si collegassero alla "natura eterea" dell'"Ante Mondo" pur essendo ancora sulla Terra. Batiste a volte ha anche lavorato con Reznor e Ross per "fondere i due mondi, musicalmente". Cody Chesnutt ha anche scritto, prodotto ed eseguito una canzone (ballata folk Soul) originale per il film, intitolata Parting Ways. Contiene anche un intermezzo hip hop eseguito da Daveed Diggs dal titolo Rappin Ced. Altri musicisti che sono stati consultati durante il processo creativo includono Herbie Hancock, Terri Lyne Carrington e Questlove, l'ultimo dei quali ha anche doppiato un personaggio nel film. Batiste ha tratto ispirazione e ha voluto rendere omaggio a leggende del jazz come Roy Haynes, Harvey Mason, Branford Marsalis, Kenny Kirkland, Charlie Parker e The Headhunters. Batiste ha anche arrangiato una nuova versione della canzone It's All Right, originariamente eseguita dagli The Impressions, per il film. Questa versione solista ha debuttato durante una performance di Nelly nella 29ª stagione del programma televisivo statunitense Dancing with the Stars. La canzone è presente nei titoli di coda e viene eseguita come duetto tra Batiste e la cantante di soul britannica Celeste. It's All Right è una delle sole tre canzoni non originali della colonna sonora dell'album, con i brani Space Maker e Cristo Redentor (entrambi interpretati da Batiste) originariamente composti da Walter Norris nel 1974 e Duke Pearson nel 1961, rispettivamente. I Let a Song Go Out of My Heart e Blue Rondo à la Turk dall'album Music from and Inspired by Soul sono anch'essi standard jazz composti rispettivamente nel 1938 da Duke Ellington e nel 1959 da Dave Brubeck. Nel gennaio 2021, Trent Reznor ha rivelato a Consequence che lui e Atticus Ross avevano composto sei film di musica per Soul e ha anche spiegato ulteriormente il suo processo creativo, affermando:

## Distribuzione e promozione
L'album Soul: Original Motion Picture Soundtrack è stato pubblicato in digitale il 18 dicembre 2020, una settimana prima dell'uscita del film. I due album in vinile, ovvero Soul: Original Motion Picture Score di Trent Reznor e Atticus Ross e Music from and Inspired by Soul di Jon Batiste, sono stati resi disponibili per l'acquisto anche il 18 dicembre 2020. Nonostante non sia presente in nessuno dei tre album, la versione in duetto di It's All Right con Celeste che compare durante i titoli di coda è stata anche pubblicata digitalmente come singolo il 18 dicembre.

## Tracce
Soul Original Motion Picture Soundtrack
1. Jon Batiste – Born to Play – 2:00
2. Jon Batiste – Born to Play Reprise – 0:50
3. Jon Batiste – Bigger Than Us – 1:51
4. Jon Batiste – Collard Greens and Cornbread Strut – 0:36
5. Trent Reznor e Atticus Ross – The Great Beyond – 2:45
6. Trent Reznor e Atticus Ross – Falling – 0:41
7. Trent Reznor e Atticus Ros – The Great Before/U Seminar – 3:19
8. Trent Reznor e Atticus Ross – Jump to Earth – 0:52
9. Daveed Diggs – Rappin Ced – 0:37
10. Jon Batiste – Joe's Lowdown Blues – 0:36
11. Trent Reznor e Atticus Ross – Terry Time – 1:14
12. Trent Reznor e Atticus Ross – Joe's Life – 0:40
13. Trent Reznor e Atticus Ross – Portal/The Hall of Everything – 2:18
14. Trent Reznor e Atticus Ross – Run/Astral Plane – 1:44
15. Trent Reznor e Atticus Ross – Lost Soul – 0:29
16. Trent Reznor e Atticus Ross – Meditation/Return to Earth – 1:40
17. Jon Batiste – 22's Getaway – 0:58
18. Jon Batiste – Apex Wedge – 0:49
19. Jon Batiste – Let Your Soul Glow – 0:20
20. Trent Reznor e Atticus Ross – Terry Time Too – 3:00
21. Jon Batiste – Feel Soul Good – 0:27
22. Cody Chesnutt – Parting Ways – 2:20
23. Jon Batiste – Looking at Life – 1:31
24. Jon Batiste – Fruit of the Vine – 0:43
25. Trent Reznor e Atticus Ross – 22 Is Ready – 1:25
26. Trent Reznor e Atticus Ross – Pursuit/Terry's World – 1:42
27. Trent Reznor e Atticus Ross – Betrayal – 2:28
28. Jon Batiste – Space Maker – 1:17
29. Jon Batiste – Cristo Redentor – 2:21
30. Jon Batiste – The Epic Conversationalist/Born to Play – 1:26
31. Jon Batiste – Celestial Spaces in Blue – 0:52
32. Jon Batiste – Spiritual Connection – 1:13
33. Trent Reznor e Atticus Ross – Lost – 1:09
34. Trent Reznor e Atticus Ross – Epiphany – 3:48
35. Trent Reznor e Atticus Ross – Ship Chase – 1:40
36. Trent Reznor e Atticus Ross – Escape/Inside 22 – 2:32
37. Trent Reznor e Atticus Ross – Flashback – 1:33
38. Trent Reznor e Atticus Ross – Earthbound – 1:27
39. Trent Reznor e Atticus Ross – Thank You – 0:42
40. Trent Reznor e Atticus Ross – Enjoy Every Minute – 0:48
41. Jon Batiste – It's All Right – 2:50
42. Trent Reznor e Atticus Ross – Just Us – 2:42

Durata totale: 64:15
Tracce bonus dell'edizione giapponese
1. Juju – Kiseki Wo Nozomunara... (Versione Soul) – 3:33
2. Subaru Kimura – Rappin Ced – 0:38
3. Eito – A World Full of Love – 2:23

Durata totale: 6:34
Durata totale con Soul: Original Motion Picture Soundtrack track listing: 70:49
Soul: Original Motion Picture Score
Testi e musiche di Trent Reznor e Atticus Ross.
1. The Great Beyond – 2:45
2. Falling – 0:41
3. The Great Before / U Seminar – 3:19
4. Jump to Earth – 0:52
5. Terry Time – 1:14
6. Joe's Life – 0:40
7. Portal / The Hall of Everything – 2:18
8. Run / Astral Plane – 1:44
9. Lost Soul – 0:29
10. Meditation / Return to Earth – 1:40
11. Terry Time Too – 3:00
12. 22 Is Ready – 1:25
13. Pursuit / Terry's World – 1:42
14. Betrayal – 2:28
15. Lost – 1:09
16. Epiphany – 3:48
17. Ship Chase – 1:40
18. Escape / Inside 22 – 2:32
19. Flashback – 1:33
20. Earthbound – 1:27
21. Thank You – 0:42
22. Enjoy Every Minute – 0:48
23. Just Us – 2:42

Durata totale: 40:38
Music from and Inspired by Soul
1. Jon Batiste – Born to Play – 2:00
2. Jon Batiste – Born to Play Reprise – 0:50
3. Jon Batiste – Bigger Than Us – 1:51
4. Jon Batiste – Collard Greens and Cornbread Strut – 0:36
5. Jon Batiste – Joe's Lowdown Blues – 0:36
6. Jon Batiste – 22's Getaway – 0:58
7. Jon Batiste – Apex Wedge – 0:49
8. Jon Batiste – Let Your Soul Glow – 0:20
9. Jon Batiste – Feel Soul Good – 0:27
10. Jon Batiste – Looking at Life – 1:31
11. Jon Batiste – Fruit of the Vine – 0:43
12. Jon Batiste – The Epic Conversationalist / Born to Play – 1:26
13. Jon Batiste – Celestial Spaces in Blue – 0:52
14. Jon Batiste – Spiritual Connection – 1:13
15. Jon Batiste – The Initial Pursuit
16. Jon Batiste – It's All Right
17. Jon Batiste – Space Maker – 1:17
18. Jon Batiste – Cristo Redentor – 2:21
19. Jon Batiste – Danceland
20. Jon Batiste – Epistrophy
21. Jon Batiste – I Let a Song Go Out of My Heart
22. Jon Batiste – Blue Rondo à la Turk

## Accoglienza
| Recensione | Giudizio |
| ---------- | -------- |
| Exclaim!   | [ 3 ]    |

### Critica
La colonna sonora ha ricevuto una risposta positiva sia dai critici musicali che dai critici cinematografici. Molte recensioni di film hanno elogiato la colonna sonora come uno dei momenti salienti del film. Leslie Felperin di The Hollywood Reporter ha scritto: "Presenta forse la migliore colonna sonora di un film Pixar dal primo Toy Story, Soul mette in mostra una colonna sonora jazz che non è solo un ornamento della storia o un miglioramento emotivo, ma una parte assolutamente integrante della narrazione". Le composizioni di Reznor e Ross durante i segmenti metafisici del film furono descritte musicalmente come new-age e space age, mentre il lavoro di Batiste è stato musicalmente descritto come jazz. In una recensione per The A.V. Club, A.A. Dowd ha descritto la colonna sonora come "insolitamente rilassante", mentre Matt Goldberg di Collider l'ha descritta come "affascinante", e A. O. Scott del The New York Times lo ha definito "cerebrale".

## Rendimento commerciale
Nella sua prima settimana terminata il 25 dicembre, l'album della colonna sonora ha debuttato nella classifica UK Soundtrack Albums al numero 35. Dopo che il film è stato pubblicato il 25 dicembre, la colonna sonora è salita alla 15ª posizione in questa classifica ed è stata anche accreditata come due voci separate, una per le tracce e una per la colonna sonora, sia nella classifica Soundtrack Albums di Billboard che nella classifica Current Album Sales.

## Riconoscimenti
Stereogum e Collider hanno segnato la colonna sonora per il successo ai prossimi 93° Premi Oscar.
- 2 dicembre 2020 – Sunset Film Circle Awards[32]
  - Candidato - Miglior colonna sonora a Trent Reznor e Atticus Ross
- 20 dicembre 2020 – Los Angeles Film Critics Association[33]
  - Vinto - Miglior colonna sonora a Trent Reznor e Atticus Ross
- 21 dicembre 2020 – Chicago Film Critics Association[34]
  - Vinto - Miglior colonna sonora originale a Trent Reznor, Atticus Ross e Jon Batiste
- 22 dicembre 2020 – Florida Film Critics Circle[35]
  - Vinto - Miglior colonna sonora a Trent Reznor, Atticus Ross e Jon Batiste
- 31 dicembre 2020 – Greater Western New York Film Critics Association Award[36]
  - Vinto - Miglior colonna sonora a Trent Reznor e Atticus Ross
- 2 gennaio 2021 – Chicago Indie Critics Awards[37]
  - Vinto - Miglior colonna sonora a Trent Reznor e Atticus Ross
- 4 gennaio 2021 – North Carolina Film Critics Association Awards[38]
  - Vinto - Miglior colonna sonora
- 5 marzo 2021 – Hollywood Critics Association Awards[35]
  - Vinto - Premio alla realizzazione degli artigiani (Artisans Achievement Award) a Trent Reznor e Atticus Ross[N 1]

1. ↑  Accreditato per il loro lavoro alle tracce sia su Soul che su Mank (2020).

## Classifiche
| Classifica (2020)                                     | Classifica di picco |
| ----------------------------------------------------- | ------------------- |
| Album della colonna sonora del Regno Unito (OCC)      | 15                  |
| US Current Album Sales (Billboard) Soundtrack version | 69                  |
| US Current Album Sales (Billboard) Score version      | 47                  |
| US Soundtrack Albums (Billboard) Soundtrack version   | 24                  |
| US Soundtrack Albums (Billboard) Score version        | 17                  |